# Cheshire Cat (Blink-182)
Cheshire Cat è il primo album in studio del gruppo musicale pop punk statunitense Blink-182, registrato nel 1994 e pubblicato il 17 febbraio 1995 inizialmente solo su musicassetta.
Il nome dell'album deriva dal celebre Gatto del Cheshire, personaggio immaginario di Alice nel paese delle meraviglie inventato dall'inglese Lewis Carroll. La copertina della musicassetta e del CD mostrano per l'appunto un gatto siamese.

## Tracce
1. Carousel – 3:10
2. M+M's – 2:38
3. Fentoozler – 2:02
4. Touchdown Boy – 3:07
5. Strings – 2:28
6. Peggy Sue – 2:35
7. Sometimes – 1:04
8. Does My Breath Smell? – 2:37
9. Cacophony – 3:05
10. TV – 1:41
11. Toast and Bananas – 2:37
12. Wasting Time – 2:41
13. Romeo and Rebecca – 2:34
14. Ben Wah Balls – 3:55
15. Just About Done – 2:17
16. Depends – 2:47

## Formazione
- Tom DeLonge – chitarra, voce
- Mark Hoppus – basso, voce
- Scott Raynor – batteria, percussioni